# Samuel Berger
Samuel Berger (Chicago, Illinois, 25 de desembre de 1884 - San Francisco, Califòrnia, 23 de febrer de 1925) va ser un boxejador estatunidenc de primers del segle xx.
Amb 16 anys s'afilià a l'Olympic Club de San Francisco. El 1901 va guanyar el campionat de pes mitjà d'aficionats de la costa del Pacífic. El 1902 va guanyar el campionat de pes pesant amateur. Com a amateur va disputar 40 combats, la majoria de les quals foren guanyades per knockout.
El 1904 va prendre part en els Jocs Olímpics de Saint Louis, on guanyà la medalla d'or en la prova de pes pesant, en imposar-se a la final a Charles Mayer.
Un cop finalitzats els Jocs passà al professionalisme, en què disputà 5 combats entre 1905 i 1906, amb un resultat final de 3 victòries i 2 derrotes.